# East Suffolk
East Suffolk is vanaf april 2019 een Engels district in het shire-graafschap (non-metropolitan county OF county) Suffolk. Het is samengesteld uit Suffolk Coastal en Waveney.

## Plaatsen in het district
- Aldeburgh
- Beccles
- Bungay
- Felixstowe
- Framlingham
- Kesgrave
- Leiston
- Lowestoft
- Orford
- Southwold
- Woodbridge